# Гурбанова, Парвана Ягуб кызы
Гурбанова Парвана Ягуб кызы (азерб. Pərvanə Yaqub qızı Qurbanova; род. 2 апреля 1965) — азербайджанская актриса театра и кино, ведущая актриса Гянджинского государственного драматического театра. Народная артистка Азербайджана (2000).

## Биография
Родилась 2 апреля 1965 года. В 1981 году начала актерскую карьеру в Гянджинском государственном драматическом театре. 
В театре исполнила следующие роли:
- Марал в «Марале» (Джафар Джаббарлы)
- Фиренгиз в «Октай Элоглу» (Джафар Джаббарлы)
- Севиндж в «Без тебя» (Шихели Гурбанов)
- Инджиханым в «Атабеи» (Нариман Гасанзаде)
- Афсана в «Пропавшей невесте» (Алибала Гаджизаде)
- Нарындж в «Сожженный мужчина» (Алибала Гаджизаде)
- Агасия в «Не бросай огня, Промитея» (М. Керим)
- Назан в «Памятной девушке» (Орхан Кемаль)
- Гюлькендже в «Джавад-хан» (Нушабе Мамедова)
- Улвия в «Хочу забыть» (Нушабе Мамедова)
- Шахназ в «Песня осталась в горах» (Ильяс Эфендиев)
- Молодая женщина в «Крови-крови» (Буковица)
- Хаджер ханым в «Любовь и месть» (Сулейман Сани Ахундов)
- Кадем в «Убийце» (Эльчин Эфендиев)
- Фирузе в «Приговоре смерти» (Эльчин Эфендиев)
- Хавва в «Сердечной женщине» (Эльчин Эфендиев)
- Кадиба в «Шейхе Низами» (Октай Алтунбай)
- Гюлькюл в «Маленький принц» (Антуан де Сент-Экзюпери)
- Шахрабану в «Муса Джордан и дервиш Местели Шах» (Мирза Фатули Ахундов)
- Пырпыз Сона в «Безумном сборище» (Мирза Джалил)

С 1990 года работает в Гянджинском государственном театре поэзии Низами, и исполняет такие роли, как Курдская девушка в «Добро и зло», Ширин в «Легенде о любви», Афаг в «Хане Бахрам», Садыкет и другие.
Сыграла главную роль в фильме «Ходжалыская трагедия» под названием «Харай», фильме Эльчина Эфендиева «Серая невеста» и сериале «Танец Парваны».
Член Союза театральных работников.
Заслуженная артистка Азербайджана (4 марта 1992).
Народная артистка Азербайджана (28 октября 2000).

## Фильмография
- Зов (фильм, 1993)
- Ади не кончаются (фильм, 2009) — роль: врач скорой помощи
- Джавад-хан (фильм, 2009)
- Танец парваны (сериал, 2012)
- Кольца (телесериал, 2012)
- Ночь свадьбы (сериал, 2013)
- 28 июня (фильм, 2016)
- Как сон (телесериал, 2019)
- Старые свадебные платья (фильм, 2022)

## Награды
- Премия «Золотой Дервиш[азерб.]»
- Президентская Премия (9 мая 2012, 30 апреля 2014[4], 6 мая 2015[5], 6 мая 2016[6], 1 мая 2017[7], 9 мая 2018[8], 10 мая 2019[9], 7 мая 2020[10], 7 мая 2021[11], 10 мая 2022[12], 6 мая 2023[13]